# It's for You (canción de Player)
«It's For You» —«Es para ti»— es una canción interpretada por el grupo de rock Player, que representa los géneros pop rock, hard rock y adult oriented rock. Fue lanzada como segundo corte de su tercer álbum Room With A View en 1980. 
Al confirmar su contrato con Casablanca, la banda comienza a grabar pero sin muchas esperanzas de tener éxito. Su desempeño no fue muy notable en los Estados Unidos, debido también al cambio de su estilo melódico al pesado. No pudieron atraer la atención del público pero este sencillo fue el que destacó el LP, alcanzando solamente el Top 40 en el puesto #46 por 8 semanas.
Para la canción, agregaron a un desconocido bajista, Miles Joseph, quien años más tarde pasaría a ser parte del grupo. Gabriel Katona y Wayne Cook fueron los principales tecladistas, pero no duraron mucho tiempo. Sin embargo, Peter fue reconocido por ser el autor.

## Tip Of the Iceberg
«Tip Of the Iceberg» fue el lado B de «It's For You», la canción apertura del tercer álbum Room With A  View, y fue publicada en diciembre de 1979 por Casablanca Records. 
Fue compuesta por el cantante Peter Beckett y producida por Tony Peluso, productor de la banda durante sus últimos años.

## Lista de canciones

### Formato de 12" (Estados Unidos)
| Lado A |                                    |          |  |
| N.º    | Título                             | Duración |  |
| 1.     | «It's for You» (Versión del álbum) | 4:38     |  |

| Lado B |                      |          |  |
| N.º    | Título               | Duración |  |
| 1.     | «Tip Of the Iceberg» | 4:56     |  |

### Formato de 7" (Italia)
| Lado A |                                |          |  |
| N.º    | Título                         | Duración |  |
| 1.     | «It's for You» (Versión de 7") | 4:17     |  |

| Lado B |                      |          |  |
| N.º    | Título               | Duración |  |
| 1.     | «Tip Of the Iceberg» | 4:56     |  |

### Formato de 7", Mono y Promo (Estados Unidos)
| Lado A |                       |          |  |
| N.º    | Título                | Duración |  |
| 1.     | «It's for You» (Mono) | 3:55     |  |

| Lado B |                         |          |  |
| N.º    | Título                  | Duración |  |
| 1.     | «It's for you» (Stereo) | 3:55     |  |

## Listas de popularidad
| Lista (1980)      | Máxima posición |
| ----------------- | --------------- |
| Billboard Hot 100 | 48              |

## Miembros
- Peter Beckett (voz, guitarra)
- Ronn Moss (voz, bajo)
- John Fiesen (batería)
- Miles Joseph (bajo)
- Gabriel Katona (teclados)
- Wayne Cook (teclados)